# Анзянг
Анзянг (в'єт. An Giang, 安 江 省) — провінція В'єтнаму, розташована у дельті річки Меконг. Площа провінції — 3536,8 км², населення — 2 142 709 осіб (2009, перепис).

## Клімат і розташування
Клімат Анзянг тропічний мусонний з двома яскраво вираженими сезонами. Середня температура — 27 °C. Сезон дощів, який приносить південно-західний мусон, що дме з Індійського океану, триває зазвичай з травня по листопад. Середня хмарність у сезон дощів дорівнює 6,9. 90 % від загального річної кількості опадів припадає на сезон дощів. Середня вологість повітря у сезон дощів становить 84 % (у деякі місяці вологість повітря досягає позначки 90 %).
Сухий сезон у провінції Анзянг зазвичай припадає на період з грудня по квітень. У цей час середня хмарність становить 3,1. У квітні найчастіше реєструється максимальна температура за весь рік (зазвичай вона коливається у проміжку 36°С — 38°С). Середня вологість на початку сухого сезону становить 82 %, у середині — 78 %, в кінці — 72 %.
Крайня північна точка провінції — громада Кханьян повіту Анфу — розташована на 10°57' північної широти; найпівденніша точка — громада Тхоайзянг повіту Тхоайшон — на 10°12' північної широти; найзахідніша точка — громада Віньзя повіту Чітон — на 104°46' східної довготи; найсхідніша точка — громада Біньфиоксуан повіту Темою — на 105°35' східної довготи. Максимальна відстань з півночі на південь — 86 км; зі сходу на захід — 87,2 км.

## Природні ресурси
Анзянг багата природними ресурсами. Земельні ресурси:44,5 % території провінції — це алювіальні ґрунти; лужні алювіальні ґрунти займають 27,5 %, древні алювіальні — 7,3 %. Мінеральні ресурси:граніт (7 млрд м³), пісковик (400 млн м³), глинозем (40 млн м³), каолін (2,5 млн тонн), торф (16,4 млн тонн) і т. д. У провінції також йде промислове освоєння лісових районів.

## Адміністративний поділ

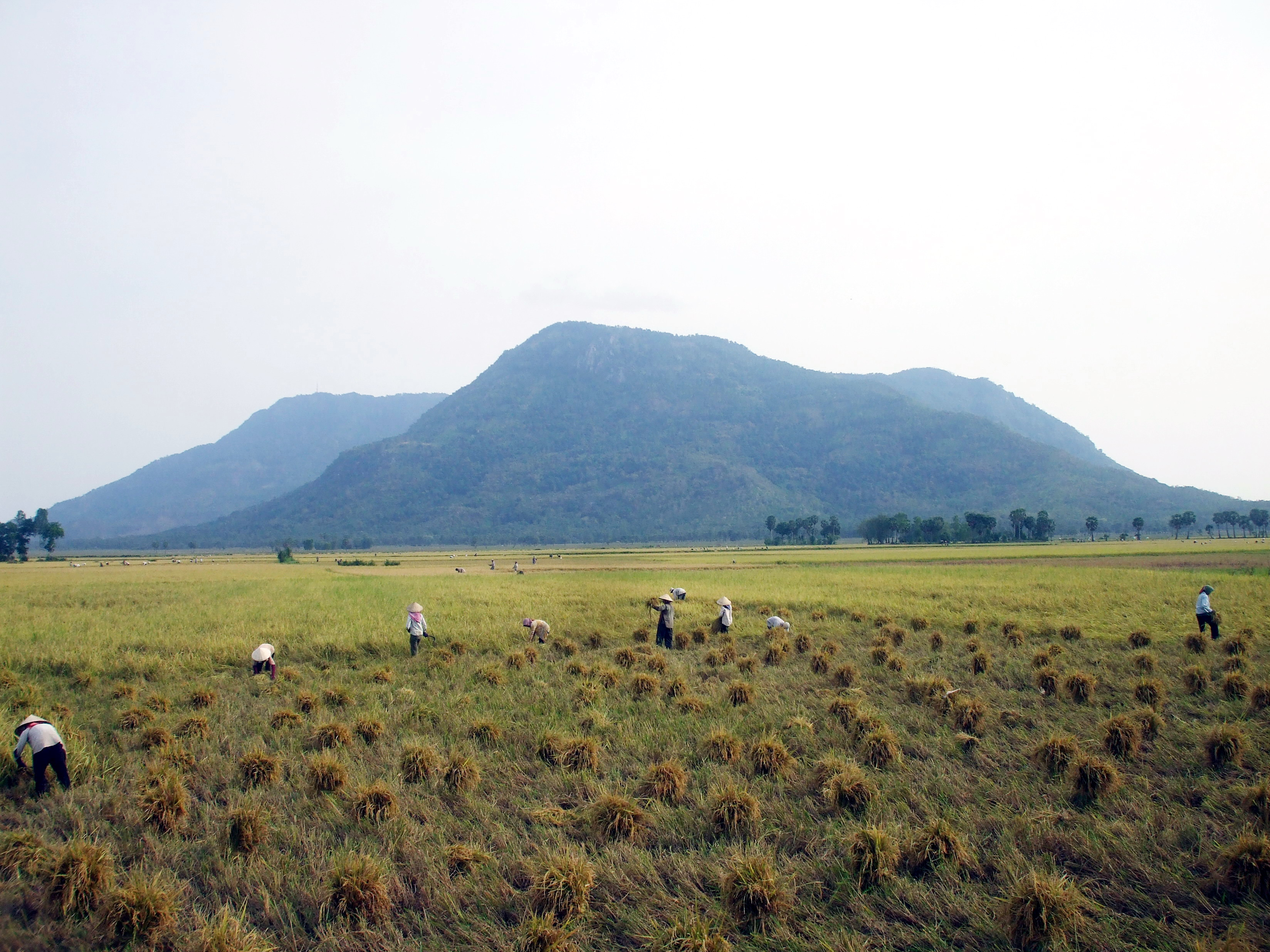
Краєвид у повіті Тіньбьєн

| - Місто Лонгсюен - Невелике місто Тяудок - Невелике місто Тантяу - Повіт Анфу (An Phú) - Повіт Тяуфу (Châu Phú) - Повіт Тяутхань (Châu Thành) - Повіт Темой (Chợ Mới) |  | - Повіт Футан (Phú Tân) - Повіт Тантяу (Tân Châu) - Повіт Тхоайшон (Thoại Sơn) - Повіт Тіньб'єн (Tịnh Biên) - Повіт Чітон (Tri Tôn) |  |  |

## Населення
Анзянг — одна з найнаселеніших в'єтнамських провінцій. Згідно загального перепису 1989 року, населення провінції становило 1 773 666 осіб і включало 17 національностей. У 2004 році чисельність населення провінції збільшилась до 2 170 100 осіб, а за даними перепису 2009 року досягла позначки 2 142 709 осіб. Дані останнього перепису зафіксували, що в провінції проживає 1 064 483 чоловіки (49,68 %) і 1 078 226 жінок (50,32 %), 1 534 436 осіб (71,61 %) були сільськими жителями й 608 273 особи (28,39 %) — жителями міст. Абсолютну більшість населення становили етнічні в'єтнамці — 2 029 888 осіб (94,73 %); крім них на території провінції проживали кхмери 90 271 особа (4,21 %), чами — 14 209 осіб (0,66 %) та місцеві китайці хоа 8 075 осіб (0,38 %), чисельність інших народностей разом становила лише 266 осіб (0,01 %).
Релігійний склад населення можна представити за переписом сільських жителів (на 2004 р. сільське населення становило 80 % від усього населення провінції): 44,66 % — буддизм; 42,68 % — Хоа Хао; 3,85 % — Као Дай; 3,18 % — християнство (католицизм); 0,64 % — іслам; 2,76 % — інші релігійні вірування; 2,24 % — атеїзм.

## Історія
Достеменно невідомо, коли перші в'єтнамські поселенці з'явилися на території Анзянга. Згідно з переказами, цими землями проходив полководець Нгуєнів, Нгуєн Хиу Кинь (1650–1700), який відвідав своїх одноплемінників, що проживали тут. Він також дозволив деяким своїм солдатам оселитися на березі річки Меконг у районі Тяудока, Тяуфу, Тантяу, Темой з тим, щоб займатися тут землеробством. Великий внесок в освоєння цих земель в'єтнамським населенням зробив ще один знаменитий в'єтнамський полководець Тхоай Нгок Хау (1761—1829). З 1818 року він був призначений главою області Віньтхань (сучасний Анзянг), при ньому було розгорнуто широке будівництво селянських будинків. Тхоай Нгок Хау також керував будівництвом декількох каналів у цьому регіоні, що в'єтнамському населенню дозволило освоювати нові землі.
На початку XIX століття територія Анзянга була форпостом у боротьбі з Таїландом. При Мінь Манзі, у 1832 році, Анзянг отримав статус провінції, ставши таким чином однією з шести провінцій Намбо. За даними міністерства цивільних справ, у провінції Анзянг у 1847 році проживало 22 998 повнолітніх чоловіків.
У середині 1860-х років територія провінції була захоплена французами.

## Народилися
- Та Тху Тхау — В'єтнамський революціонер, троцькіст.
- Хуїнь Фу Зі — В'єтнамський релігійний діяч.
- Тон Дик Тханг — В'єтнамський революціонер, політичний діяч ДРВ/СРВ